# Хевсурская баллада
«Хевсурская баллада» (груз. ხევსურული ბალადა) — художественный фильм, снятый в 1966 году на киностудии «Грузия-фильм».

## Сюжет
Действие фильма происходит в Хевсурети. Вернувшись на родину, художник Имеда влюбляется в красавицу Мзекалу, однако любящий её хевсур Торгвай вызывает его на поединок. Имеда убивает Торгвая и вызывает на себя месть родственников убитого.

## В ролях
- Зураб Капианидзе — Апарека
- Софико Чиаурели — Мзекала
- Давид Абашидзе — Алуда
- Леван Пилпани — Торгвай
- Тенгиз Арчвадзе — Имеда Звиадаури
- Котэ Даушвили — Мгелика

## Галерея

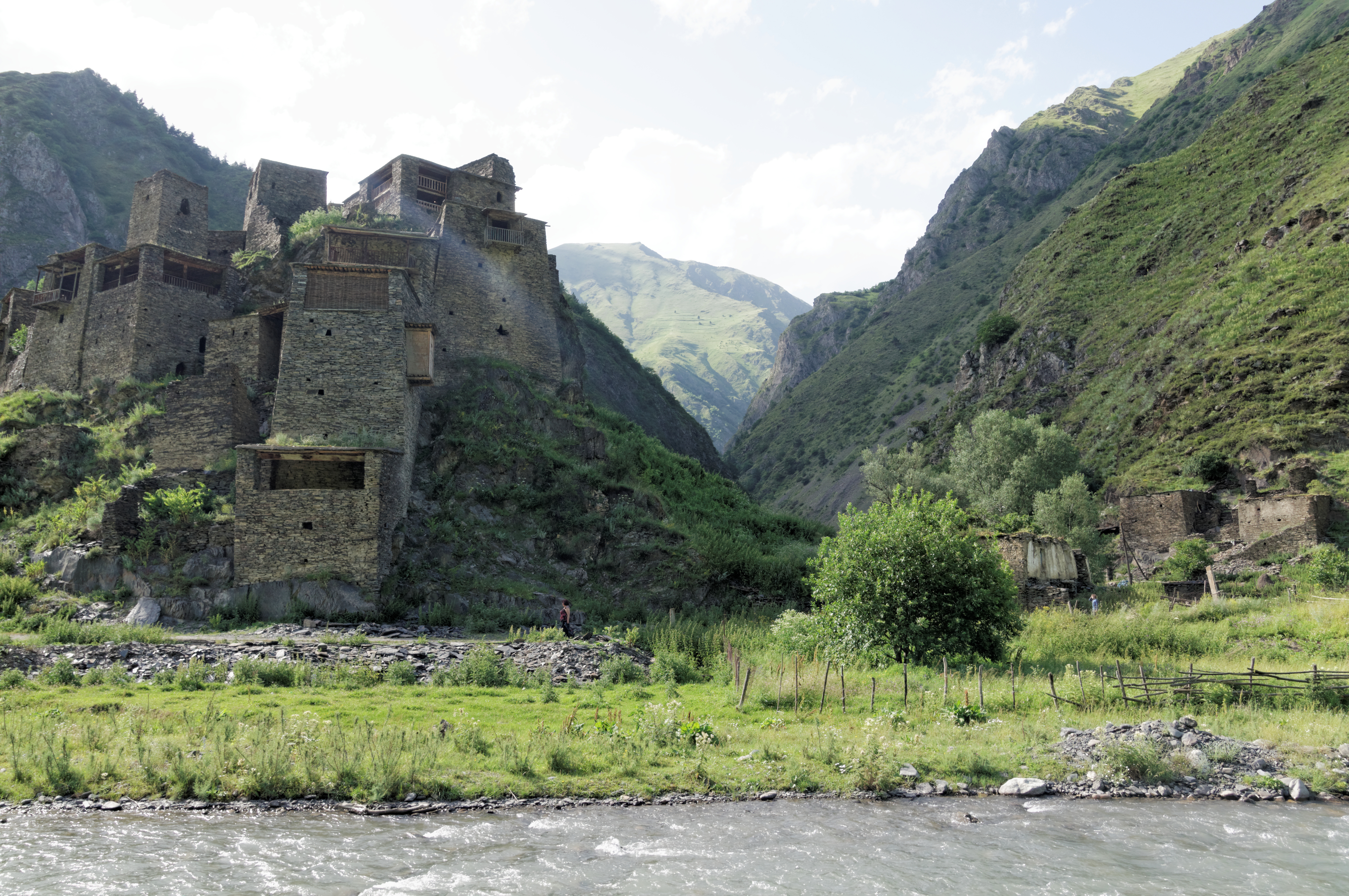
Крепость в деревне Шатили
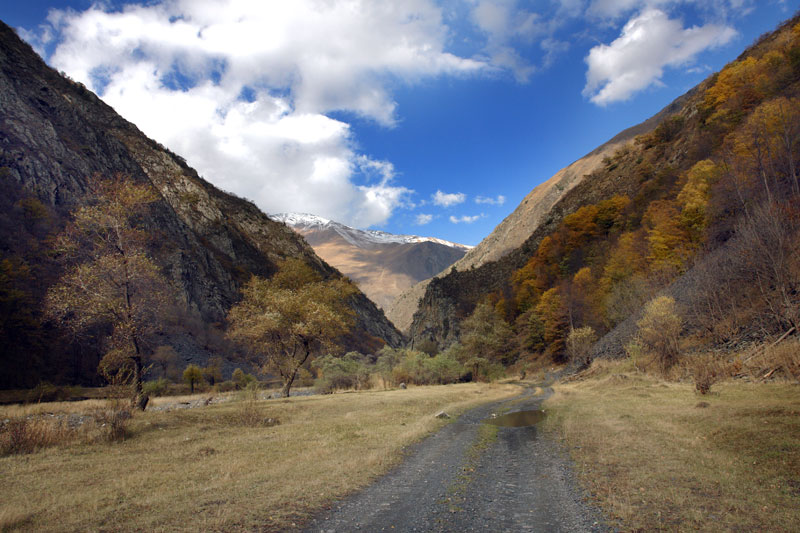
Дорога в Хевсурети
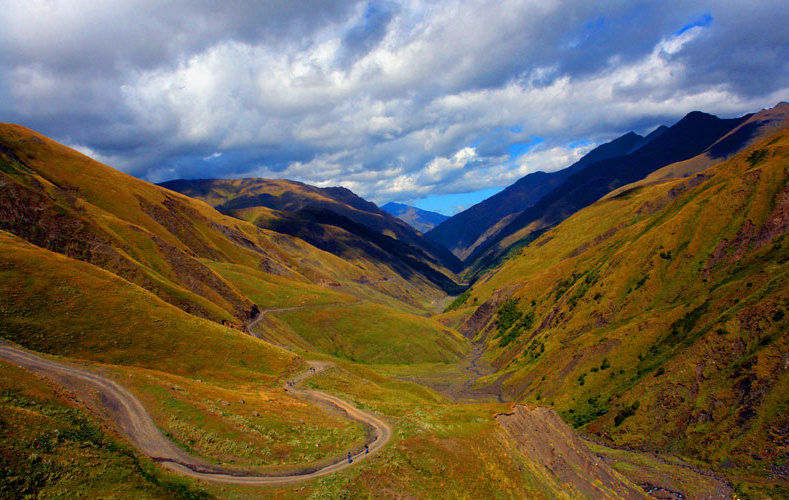
Вид в Хевсурети
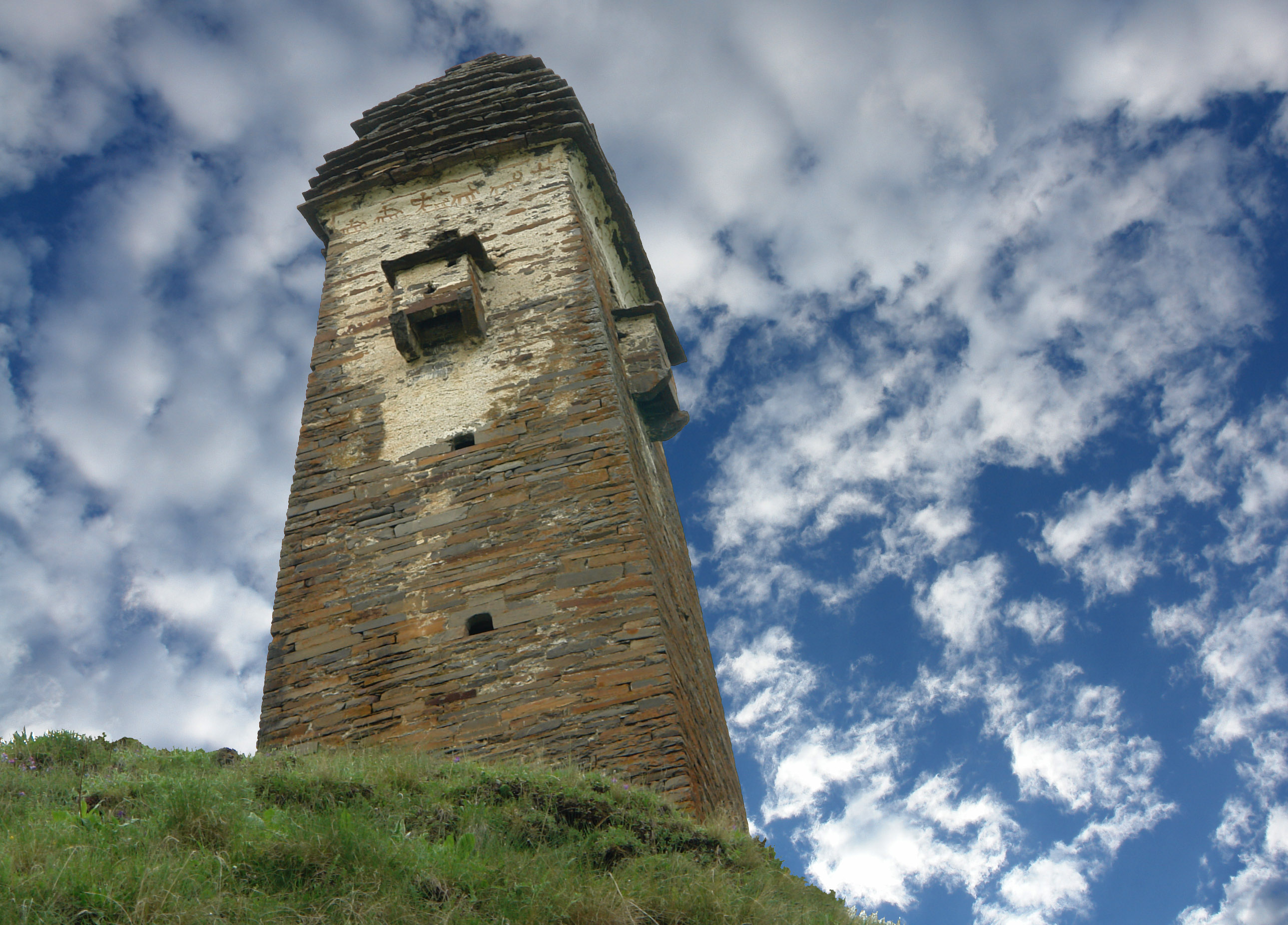
Лебаис Кари